# Communauté de communes Terres de Lumière
La communauté de communes Terres de Lumière est une ancienne communauté de communes française, située dans le département des Alpes-de-Haute-Provence en région Provence-Alpes-Côte d'Azur.

## Historique
La communauté de communes Terres de Lumière a été créée le 1er janvier 2005.
Le premier projet de schéma départemental de coopération intercommunale des Alpes-de-Haute-Provence, présenté le 21 avril 2011, prévoyait une communauté de communes regroupant treize communes au sein du pôle Vaïre/Var ; ce territoire « avait vocation à organiser l'extrême Est du département ». Deux amendements ont été portés sur ce pôle à la suite des réunions de la commission départementale de coopération intercommunale des 18 et 28 novembre 2011 et rejetés :
- la fusion de la CC du Pays d'Entrevaux avec deux communautés de communes des Alpes-Maritimes (Cians Var et Vallées d'Azur) ;
- le maintien de la CC du Pays d'Entrevaux dans son périmètre actuel.

Le 24 décembre 2012, un arrêté de périmètre est pris par la préfecture des Alpes-de-Haute-Provence qui ne préfigure en rien de la fusion avec la communauté de communes du Pays d'Entrevaux qui s'oppose, à l'unanimité des élus de son territoire, à cette fusion forcée et anti-démocratique qui ne respecte pas la volonté des élus. Pour rappel la communauté de communes Terres de Lumière s'était opposée au projet mené par la communauté de communes du Pays d'Entrevaux de créer une grande communauté de communes interdépartementale intégrant les communautés de communes des vallées d'Azur et de Cians Var.[réf. nécessaire]
La loi no 2015-991 du 7 août 2015 portant nouvelle organisation territoriale de la République, dite « loi NOTRe », impose aux établissements publics de coopération intercommunale à fiscalité propre une population supérieure à 15 000 habitants, avec des dérogations, sans pour autant descendre en dessous de 5 000 habitants. La communauté de communes du Pays d'Entrevaux comptait 1 418 habitants en 2012 ; elle ne peut pas se maintenir. Le SDCI, présenté le 12 octobre 2015, proposait la fusion avec quatre autres communautés de communes constituant le pôle du Verdon : CC du Haut-Verdon Val d'Allos, CC du Moyen Verdon, CC du Pays d'Entrevaux et CC du Teillon. Deux amendements ont été portés sur ce pôle à la suite de la réunion de la commission départementale de coopération intercommunale du 21 mars 2016 (sortie de la CC du Pays d'Entrevaux et maintien de la CC du Moyen Verdon) et rejetés.

## Territoire communautaire

### Géographie
La communauté de communes Terres de Lumière est située au sud-est du département des Alpes-de-Haute-Provence, dans l'arrondissement de Castellane.

### Composition
La communauté de communes contenait les communes d'Annot, Braux, Le Fugeret, Méailles, Saint-Benoît, Ubraye et Vergons.

### Démographie
| 1968  | 1975  | 1982  | 1990  | 1999  | 2008  | 2013  |
| ----- | ----- | ----- | ----- | ----- | ----- | ----- |
| 1 604 | 1 473 | 1 632 | 1 715 | 1 666 | 1 845 | 1 834 |

## Administration

### Siège
Le siège de la communauté de communes est situé à Annot.

### Compétences
La communauté de communes exerce les compétences suivantes :
- développement économique ;
- aménagement de l'espace (schéma de cohérence territoriale) ;
- propreté et protection de l'environnement (collecte et traitement des ordures ménagères, ramassage des encombrants, tri sélectif et assainissement non collectif) ;
- éducation et petite enfance ;
- activités de pleine nature (création/entretien/balisage/équipement en signalisation des sentiers de randonnée, édition de cartes et guides de randonnée) ;
- désenclavement numérique ;
- tourisme patrimonial (participation au projet « Secrets de Fabrique » valorisant le patrimoine artisanal et industriel du Pays A3V).

### Régime fiscal et budget
La communauté de communes applique la fiscalité additionnelle.